# マーキース・エスティル
マーキース・エスティル（Marquis Estill、1981年9月15日 - ）は、アメリカ合衆国出身のプロバスケットボール選手である。ポジションはセンター。オーエスジーフェニックス東三河所属。

## 来歴
ケンタッキー大学卒業。
2007年よりオーエスジーフェニックス東三河に加入。得点・リバウンド・野投成功率の3冠とベスト5に選ばれる。